# Ulzai-tó
Az Ulzai-tó (albán Liqeni i Ulzës) víztározó Észak-Albániában, a Mat folyónak a Szkander bég hegységen szurdokvölgyekben áttörő mintegy 8 kilométeres szakaszán. 13,5 négyzetkilométeres felületével az ország harmadik legnagyobb területű mesterséges tava. A víztömeg az északra elterülő Mirdita fennsíkja felől a Mat fővölgyébe futó több kisebb patak medrét is elfoglalja, így meglehetősen tagolt partvonalainak hossza az 55 kilométert is meghaladja.
A tó 64 méter magas beton duzzasztógátja 1952 és 1957 között épült fel szovjet segítséggel. Az általa visszaduzzasztott tározó víztömege eléri a 240 millió köbmétert (ennek mintegy fele, 124 millió köbméter az energiatermelésre hasznosítható tározókapacitás), a vízfelszín legmagasabb tengerszint feletti magassága 128 méter. A völgyzáró gát és a tározó elsősorban energetikai céllal épült, de jelentősége meghatározó a Mat-völgy árvízvédelme és öntözése szempontjából is. Az ország első nagy teljesítményű vízerőműve, a Karl Marx Vízerőmű (Hidrocentrali Karl Marks) 1958 januárjában kezdte meg itt a termelést, ezzel az albán villamosenergia-rendszer első termelőegysége lett. A duzzasztóművön áthaladó víz (16 m³/s) energiáját négy, egyenként 6,3 megawattos teljesítményű Francis-turbina alakítja villamos energiává. A mai nevén Ulzai Vízerőmű (Hidrocentrali i Ulzës) átlagos éves termelőkapacitása 100-120 gigawattóra közé esik.
A tó Dibra megye északnyugati határán fekszik, a vízfelület északi öblei átnyúlnak Lezha megye területére. A partján fekvő települések közül legjelentősebb a völgyzáró gátnál lévő, városi jogállású Ulza, valamint Bushkash és Uraka.
A tó nyugati oldalán 2013-ban alapították meg a 42 négyzetkilométeres kiterjedésű Ulzai-tavi körzeti természetvédelmi területet (Parkut Natyror Rajonal “Liqeni i Ulzës”), amely a tó partvidéke mellett magában foglalja a közeli Shkopeti-tavat, valamint a két tó között húzódó Shkopeti-hegyszorost (Gryka e Shkopetit).